# Змушко, Алина Игоревна
Алина Игоревна Змушко (бел. Аліна Ігараўна Змушко) — белорусская пловчиха, специалистка по плаванию брассом. Выступает на профессиональном уровне с 2013 года. Многократная чемпионка Белоруссии, действующая рекордсменка страны в нескольких дисциплинах, участница двух летних Олимпийских игр. Мастер спорта Республики Беларусь. Бронзовый призер чемпионата мира 2025 года в Сингапуре. 

## Биография
Алина Змушко родилась 5 января 1997 года в городе Калинковичи Гомельской области. Занималась плаванием с пяти лет по примеру матери, которая тоже плавала брассом и имела разряд кандидата в мастера спорта. Тренировалась в Республиканском центре олимпийской подготовки по водным видам спорта в Минске, была подопечной тренера Игоря Алексеевича Макеева.

## Спортивная биография
Первого серьёзного успеха добилась в сезоне 2013 года, когда на чемпионате Белоруссии одержала победу в зачёте плавания на 50 метров брассом. Попав в состав белорусской сборной, выступила на юниорских европейском первенстве в Познани и мировом первенстве в Дубае.
В 2014 году представляла страну в плавании на 50 и 100 метров брассом на юношеских Олимпийских играх в Нанкине.
В 2015 году стартовала на чемпионате мира по водным видам спорта в Казани и на чемпионате Европы на короткой воде в Нетании.
Участвовала в чемпионате Европы 2016 года в Лондоне в дисциплинах 50 и 100 метров брассом.
В 2017 году соревновалась на чемпионате Европы на короткой воде в Копенгагене.
В 2018 году плыла 50 и 200 метров брассом на чемпионате Европы в Глазго.
В 2019 году отметилась выступлением на этапах новосозданной Международной плавательной лиги, чемпионате мира в Кванджу, этапах Кубка мира в России и Японии, чемпионате Европы на короткой воде в Глазго.
В 2021 году соревновалась на чемпионате Европы в Будапеште. Смогла отобраться на летние Олимпийские игры в Токио — стартовала в плавании брассом на 100 и 200 метров, а также в женской комбинированной эстафете 4×100 м, однако ни в одной из дисциплин не смогла преодолеть предварительные квалификационные этапы. Кроме того, в этом сезоне принимала участие в чемпионате Европы на короткой воде в Казани и чемпионате мира на короткой воде в Абу-Даби.
В 2022 году на II этапе комплексных международных соревнований «Игры дружбы» в Казани завоевала золотую и бронзовую награды в плавании на 50 и 100 метров брассом соответственно.
На чемпионате России 2023 года в Казани трижды поднималась на пьедестал почёта: получила серебро в плавании брассом на 50 и 200 метров, взяла бронзу на дистанции 100 метров. Позднее выиграла две серебряные медали Кубка России и стала бронзовой призёркой на Кубке мира в Будапеште. На чемпионате России на короткой воде в Санкт-Петербурге была второй на дистанциях 50, 100 и 200 метров, во всех случаях уступила россиянке Евгении Чикуновой.
На чемпионате мира 2024 года в Дохе в статусе нейтральной спортсменки заняла шестое место в дисциплине 100 метров и четвёртое место в дисциплине 200 метров. На Играх стран БРИКС в Казани одержала победу в четырёх дисциплинах: была лучшей в плавании брассом на 50, 100 и 200 метров, вместе с соотечественницами выиграла женскую комбинированную эстафету 4×100 м. Выполнила квалификационные нормативы для участия в Олимпийских играх в Париже — в программе плавания на 100 метров брассом сумела выйти в финал и заняла итоговое восьмое место, тогда как на дистанции 200 метров не преодолела предварительный квалификационный этап. Позже попадала в число призёров на этапах Кубка мира в Китае, Южной Корее и Сингапуре, прошла отбор на чемпионат мира на короткой воде в Будапеште.
В 2025 году принимала участие на чемпионате мира 2024 года в Дохе, где на дистанции 100 метров заняла 7 итоговое место, а на дистанции 200 метров заняла третье место и завоевала бронзовую медаль.